# Adèle Blanc-sec
Adèle Blanc-sec (tidligere Adeles ekstraordinære oplevelser, på fransk Adèle Blanc-Sec) er en tegneserie fortalt, tegnet og farvelagt af den franske tegneserieskaber Jacques Tardi. Serien omhandler forfatteren Adele Blanc-Secs oplevelser i Paris i årene omkring 1. verdenskrig.
Adeles oplevelser tager udgangspunkt i de mysterier der optog folk i starten af det tyvende århundrede, såsom okkultisme, genoplivning af de døde og fantastiske opfindelser. Handlingen foregår ofte på kendte steder i Paris, som for eksempel Eiffeltårnet, katakomberne og de mange broer der går over Seinen. Stilen i serien har med tiden udviklet sig fra stramt komponerede krimimysterier til mere løst skrevne historier, der primært er drevet af humoristiske dialoger og et farverigt persongalleri.
Serien udkom første gang i 1970 som serie i det franske blad Pilote[kilde mangler] og er siden 1976 blevet udgivet i albumform af forlaget Casterman. Forlaget Carlsen udgav nr. 1-8 på dansk 1978-1998. Siden 2010 har forlaget Faraos Cigarer udgivet hele serien på dansk.
Luc Besson har lavet en film, Les aventures extraordinaires d'Adèle Blanc-Sec, i 2010.

## Album
1. Adele og uhyret (Adèle et la bête, 1976)
2. Dæmonen fra Eiffeltårnet (Le démon de la tour Eiffel, 1976)
3. Den gale videnskabsmand (Le savant fou, 1977)
4. Vanviddets mumier (Momies en folie, 1978)
5. Salamanderens hemmelighed (Le secret de la salamandre, 1981)
6. Vanskabningen fra Saint-Martin kanalen (Le noyé à deux têtes, 1985)
7. Alle hånde uhyrer (Tous des monstres!, 1994)
8. Mysteriet i dybet (Le mystère des profondeurs, 1998)
9. Den djævelske labyrint (Le Labyrinthe Infernal, 2007)
10. Babyen fra Buttes-Chaumont (Le Bébé des Buttes-Chaumont, 2022)

### Relaterede album
Farvel, Brindavoine og Geværblomster (Adieu Brindavoine suivi de la fleur au fusil, 1979)

Isens dæmon (Le demon des glaces, 1974)

## Filmatisering
Luc Bessons film Les aventures extraordinaires d'Adèle Blanc-Sec med Louise Bourgoin i titelrollen er løseligt baseret på serien.